# Maphalaleni
Maphalaleni là một inkhundla của Eswatini, nằm ở vùng Hhohho. Vào năm 2007, dân số của nó là 19.454 người.